# Dragonaden
Als Dragonaden (frz. Pl. dragonnades) bezeichnet man die Strafmaßnahmen des Königs Ludwig XIV. von Frankreich gegen die protestantischen Kamisarden in den Cevennen und andere Hugenotten in Südwest- und Südfrankreich. Das Ziel war, ihre Konversion zum katholischen Glauben zu erzwingen.

## Maßnahmen
Dragoner, daher die Bezeichnung „Dragonade“ oder „gestiefelte Missionare“, wurden auf Befehl des Königs in den Dörfern, die als unbotmäßig oder gar als potentiell aufrührerisch galten, einquartiert, allerdings nur in den Häusern von Protestanten. Die betroffenen Familien mussten die Soldaten in ihren Häusern dulden und für deren Verpflegung aufkommen. Sehr oft plünderten die Dragoner die Häuser, erpressten Geld und bedrängten die Frauen bis zur Vergewaltigung. Außerdem überwachten sie die Bewohner des Hauses, um das Lesen und das Studium der Bibel sowie das Singen von Psalmen zu verhindern. Denn Bibellesen und Psalmensingen war unter Katholiken nicht üblich und galt als Erkennungsmerkmal von Protestanten. Zugleich war das Bibellesen und Psalmensingen für die Protestanten unerlässlich als Trost und Kraftquelle in der Verfolgung.

## Geschichte
Die erste Dragonade ließ 1681 der Intendant der Provinz Poitou, René de Marillac, durchführen. Weitere Dragonaden folgten 1683 und 1684.
Seit 1685 stand die Ausübung des protestantisch-reformierten Glaubens aufgrund der Aufhebung des Ediktes von Nantes unter Strafe. Von September bis Dezember 1685 vervielfachte sich die Durchführung von Dragonaden. Ein Teil der Protestanten vermochte dem alltäglichen Druck nicht zu widerstehen und erklärten sich bereit, zur katholischen Kirche überzutreten. In den schwer zugänglichen Cevennen leistete ein Großteil  der Kamisarden jedoch einen hinhaltenden, zwei Jahrzehnte währenden Widerstand. Als sich die Kamisarden durch die Dragonaden nicht einschüchtern ließen, wurden auf Befehl des Königs hunderte protestantische Dörfer zerstört. Ein weiterer Ausweg war die Flucht in protestantische Länder wie England, die Niederlande oder Brandenburg-Preußen, wo zahlreiche als Refugiés oder Exulanten bezeichnete Hugenotten aufgenommen wurden.

## Weblink
- Les dragonnades (französisch)